# Mykola Sachno-Ustymowytsch

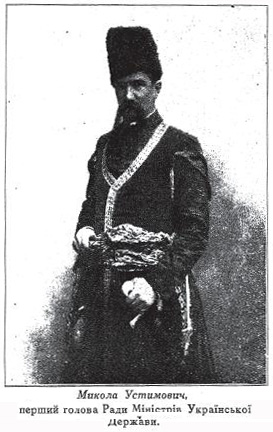
Mykola Sachno-Ustymowytsch

Mykola Mykolajowytsch Sachno-Ustymowytsch (ukrainisch Микола Миколайович Сахно-Устимович, russisch Николай Николаевич Сахно-Устимович Nikolai Nikolajewitsch Sachno-Ustimowitsch; * 1863 im Gouvernement Poltawa, Russisches Kaiserreich; † 14. Dezember 1918 in Kiew, Ukrainischer Staat) war ein ukrainischer Politiker.

## Leben
Mykola Sachno-Ustymowytschs Vater war ein wohlhabender Landbesitzer im Gouvernement Poltawa und entstammte einer alten Kosakenfamilie. Mykola absolvierte ein Studium zum Fachingenieur-Technologen. Er wurde 1917 Mitglied des Generalkosakenrates der ukrainischen Freien Kosaken, einer Organisation innerhalb der ukrainischen Nationalbewegung.
Mykola Sachno-Ustymowytsch gehörte der Ukrainischen Partei der sozialistischen Föderalisten (Українська партія соціалістів-федералістів (УПСФ)) an.
Er war am Sturz des Zentralrates der Ukrainischen Volksrepublik am 29. April 1918 durch Pawlo Skoropadskyj beteiligt und übernahm als Ataman die Führung des Ministerrates des ukrainischen Staates (Hetmanat). Gemeinsam mit Skoropadskyj unterzeichnete er das Gesetz über das vorübergehende Regierungssystem der Ukraine. Da seine Partei nicht bereit war, sich an der Regierungsbildung zu beteiligen, trat er bereits am 30. April wieder zurück und Mykola Wassylenko übernahm kommissarisch das Amt.
Sachno-Ustymowytsch starb bei Straßenkämpfen in Kiew während des Aufstandes gegen das Hetmanat in den letzten Wochen des Jahres 1918.